# دوري جزر كوك لكرة القدم 1978
دوري جزر كوك لكرة القدم 1978 (بالإنجليزية: 1978 Cook Islands Round Cup)‏ هو موسم من دوري جزر كوك لكرة القدم. فاز فيه Titikaveka F.C. ‏.